# Fanis Christodulu
Teofanis „Fanis” Christodulu (gr. Θεοφάνης „Φάνης” Χριστοδούλου; ur. 22 maja 1965 w Atenach) – grecki koszykarz występujący na pozycjach niskiego oraz silnego skrzydłowego, mistrz Europy z 1987 roku.
Jego siostrzenica Stiliani jest siatkarką.

## Osiągnięcia
Na podstawie, o ile nie zaznaczono inaczej.
Drużynowe
- Mistrz Grecji (1998)
- Wicemistrz Grecji (1987)
- Brązowy medalista mistrzostw Grecji (1986, 1991, 1996)
- Zdobywca Pucharu Grecji (1991)
- Finalista Pucharu Grecji (1995)
- Uczestnik Final Four Pucharu Saporty (1998)

Indywidualne
- MVP ligi greckiej (1993)
- Wybrany do Koszykarskiej Galerii Sław Grecji przez Eurobasket.com

Reprezentacja
- Mistrz Europy (1987)
- Wicemistrz Europy (1989)
- Uczestnik:
  - mistrzostw świata (1986 – 10. miejsce, 1990 – 6. miejsce, 1994 – 4. miejsce, 1998 – 4. miejsce)
  - igrzysk olimpijskich (1996 – 5. miejsce)
  - mistrzostw Europy (1987, 1989, 1993 – 4. miejsce, 1995 – 4. miejsce, 1997 – 4. miejsce)
  - igrzysk śródziemnomorskich (1983 – 4. miejsce)
  - kwalifikacji do igrzysk olimpijskich (1988, 1992)
  - mistrzostw Europy U–18 (1984 – 9. miejsce)
- Zaliczony do I składu mistrzostw Europy (1993, 1995)